# 普雷克萨纳
普雷克萨纳，是西班牙加泰罗尼亚莱里达省的一个市镇。 总面积21平方公里，总人口423人（2001年），人口密度20人/平方公里。